# Station Kępno Zachodnie
Station Kępno Zachodnie is een spoorwegstation in de Poolse plaats Kępno.